# Nuevo Orden Económico Internacional

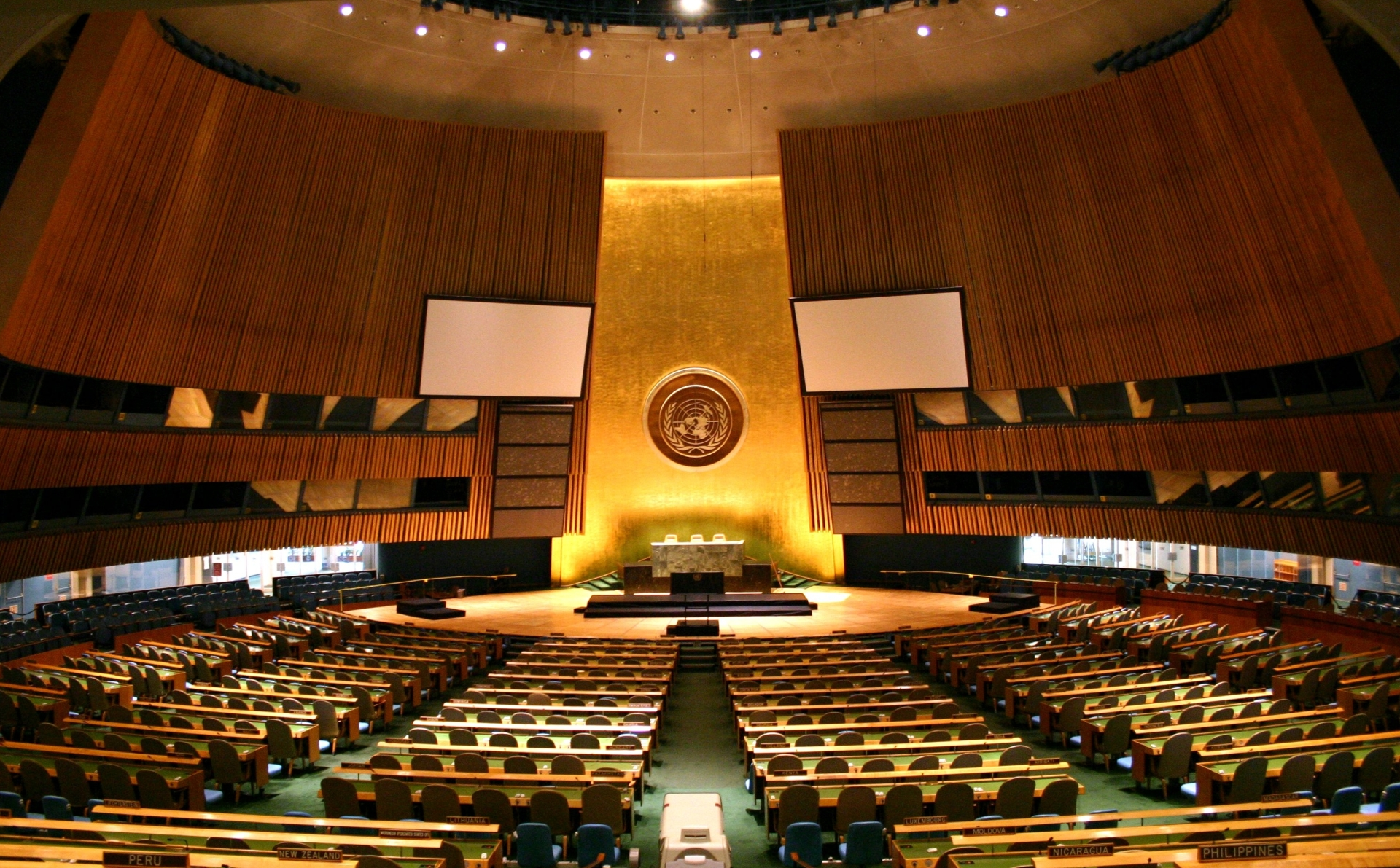
Salón de la Asamblea General de las Naciones Unidas en la ciudad de Nueva York.

El Nuevo Orden Económico Internacional fue una expresión acuñada en la VI asamblea especial de la ONU, en el año 1974, que hace referencia de modo genérico a las peticiones que presentaban los países subdesarrollados a los desarrollados, relativas a las reglas de funcionamientos de la economía internacional. Este término vino a sustituir al de "ayuda al desarrollo" e implica la existencia de una determinada estructura  u orden económico que ha perpetuado la posición de pobreza de los países binacionales.Los debates sobre el NOEI han ido adquiriendo más relevancia con el paso del tiempo, por tener cada vez mayor importancia del comercio internacional. Sus ideas y su espíritu renovador influyeron en las decisiones adoptadas en la mayor parte de los foros internacionales.

## El "viejo" orden económico internacional
Se expresaba que el mundo "está regido por un sistema que se estableció en una época en que la mayoría de los países en desarrollo ni siquiera existían como Estados independientes y que perpetúa la desigualdad".

## Las peticiones de los países subdesarrollados
Las principales recomendaciones que se realizaban eran:
- Establecer acuerdos sobre los productos de exportación de los países subdesarrollados que permitieran obtener precios remuneradores y justos.
- Aumentar la ayuda oficial de los países industrializados hasta un 0,7% de su PIB.
- Aliviar la carga de la deuda exterior, e incluso condonarla a los países de menor desarrollo.
- Reducir o eliminar los derechos arancelarios de los países centrales.
- Aumentar la transferencia de tecnología al tercer mundo y creación de un tipo de tecnología autóctona para los países en desarrollo.
- Afirmar el derecho superior de los Estados sobre la propiedad enclavada en sus límites territoriales.
- Aumentar el peso de los países subdesarrollados en el FMI.
- Reglamentación y supervisión de las actividades de las empresas multinacionales.

## La Asamblea General de la ONU
La Asamblea General de la ONU ha dictado la Resolución 1803 (XVII), 14 de diciembre de 1962 (Soberanía permanente de los recursos naturales) y la Resolución 3281 (XXIX) del 12 de diciembre de 1974, Carta de derechos y deberes económicos de los Estados.